# Бодня, Василий Григорьевич
Василий Григорьевич Бодня (1923—1992) — сержант Рабоче-крестьянской Красной Армии, участник Великой Отечественной войны, Герой Советского Союза (1945).

## Биография
Василий Бодня родился 10 августа 1923 года в селе Лукановка (ныне — Кривоозёрский район Николаевской области Украины) в крестьянской семье.
Получил начальное образование, работал кузнецом в колхозе.
В марте 1943 года был призван на службу в Рабоче-крестьянскую Красную Армию и направлен на фронт Великой Отечественной войны. К январю 1945 года сержант Василий Бодня был помощником командира взвода 35-го гвардейского стрелкового полка 14-й гвардейской стрелковой дивизии 5-й гвардейской армии 1-го Украинского фронта. Отличился во время форсирования Одера.
22 января 1945 года Бодня вместе с группой в 10 солдат первым в своём полку форсировал Одер в районе населённого пункта Эйхенрид в 16 километрах к северо-западу от города Оппельн (ныне — Ополе, Польша). Группе удалось захватить плацдарм на западном берегу реки, что способствовало другим подразделения успешно переправиться через реку.
После окончания войны Бодня был демобилизован. Проживал и работал в селе Сырово Врадиевского района Николаевской области.

## Награды
- Указом Президиума Верховного Совета СССР от 27 июня 1945 года сержант Василий Бодня был удостоен высокого звания Героя Советского Союза с вручением ордена Ленина и медали «Золотая Звезда» (№ 7825).
- Был также награждён орденами Отечественной войны 1-й степени и Красной Звезды, а также рядом медалей.

## Память
- На Аллее Славы во Врадиевке Герою установлен бюст.[1]